# Mulgrave-et-Derry
Mulgrave-et-Derry är en kommun i provinsen Québec i Kanada. Den ligger i regionen Outaouais, i den sydöstra delen av landet, 50 km nordost om huvudstaden Ottawa.
Kommunen är officiellt tvåspråkig (franska och engelska), med 65 % fransktalande och 37 % engelsktalande (modersmålstalare) vid folkräkningen 2021.